# Rimling
Rimling település Franciaországban, Moselle megyében. Lakosainak száma 631 fő (2022. január 1.). Rimling Bettviller, Epping, Erching, Gros-Réderching és Obergailbach községekkel határos.

## Népesség
A település népessége az elmúlt években az alábbi módon változott:
| Lakosok száma | 467  | 488  | 464  | 507  | 580  | 615  | 650  | 652  | 656  | 631  |
|               | 1968 | 1982 | 1990 | 2006 | 2013 | 2015 | 2017 | 2019 | 2020 | 2022 |